# Tu seras reine
Série
¿Dónde vas, triste de ti?
(1960)
Pour plus de détails, voir Fiche technique et Distribution.
Tu seras reine (¿ Donde vas, Alfonso XII ?) est un film historique espagnol réalisé par Luis César Amadori, sorti en 1959.
Il a fait l'objet d'une suite réalisée par Alfonso Balcázar et sortie en 1960, intutulée ¿Dónde vas, triste de ti?.

## Fiche technique
- Titre original : ¿ Donde vas, Alfonso XII ?
- Réalisation : Luis César Amadori
- Scénario : Luis Marquina, Manuel Tamayo, Luis César Amadori d'après ¿Dónde vas, Alfonso XII? de Juan Ignacio Luca de Tena
- Producteur : 	José Carreras Planas
- Photographie : José F. Aguayo
- Montage : Antonio Ramírez de Loaysa
- Musique : Guillermo Cases
- Couleur : Eastmancolor
- Production : PECSA Films, Carreras Planas
- Distributeur : Toleratus Films
- Durée : 110 minutes
- Date de sortie : 29 janvier 1959
- Affiche : Constantin Belinsky (France)

## Distribution
- Paquita Rico : María de las Mercedes
- Vicente Parra : Alphonse XII
- Tomás Blanco : le duc de Sesto
- José Marco Davó : Antonio Cánovas del Castillo
- Lucía Prado : l'infante Isabelle
- Mercedes Vecino : Isabelle II
- Félix Dafauce : le duc de Montpensier
- Ana María Custodio : la duchesse de Montpensier
- Jesús Tordesillas : Ceferino
- Mariano Azaña : le gouverneur
- Aurora García Alonso : Clotilde
- Antonio Riquelme : un Madrilène
- Rafael Bardem : Docteur Federico Rubio y Galí
- Isabel Pallarés
- María Luisa Ponte
- Luisa María Payán : Marie-Christine d'Orléans
- Alfonso Rojas
- José Santamaría
- Aníbal Vela
- Nora Samsó
- Carmen Rodríguez
- Manuel Arbó
- Erasmo Pascual
- Xan das Bolas : un Madrilène
- Ángel Álvarez : l'aubergiste